# Хряска
Хряска (рум. Hreasca) — село у повіті Васлуй в Румунії. Входить до складу комуни Короєшть.
Село розташоване на відстані 238 км на північний схід від Бухареста, 37 км на південний захід від Васлуя, 91 км на південь від Ясс, 109 км на північ від Галаца.

## Населення
За даними перепису населення 2002 року у селі проживали 399 осіб, усі — румуни. Усі жителі села рідною мовою назвали румунську.